# Cifră octanică

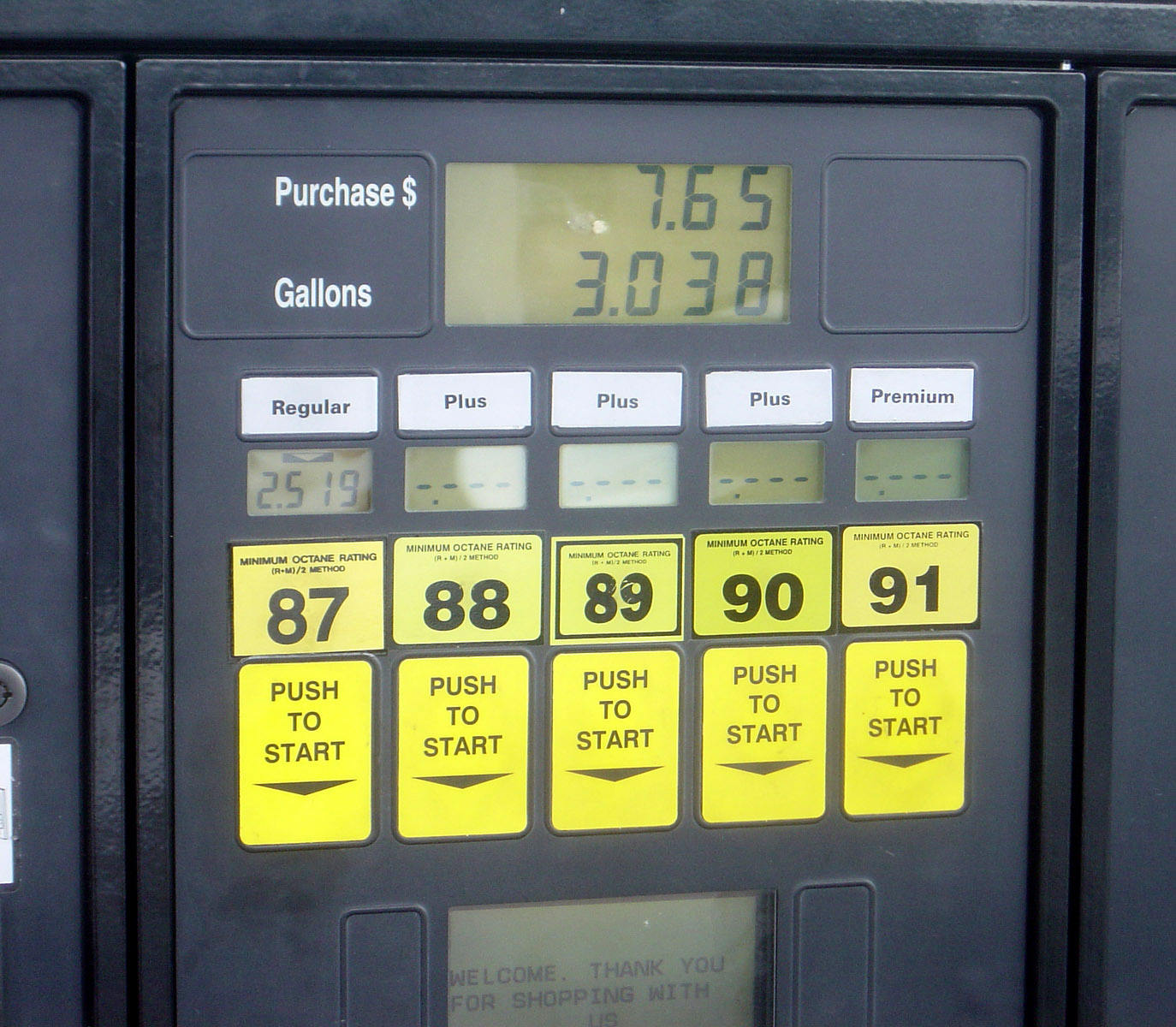
benzine cu diverse cifre octanice (PON), la pompă.

Cifra octanică (CO) a unei benzine reprezintă rezistența la autoaprindere a combustibilului, adică rezistența la detonație.

## Definiție
Cifra octanică se definește prin compararea comportării benzinei cu cea a unui amestec etalon, format din hidrocarburi cu proprietăți antidetonante opuse. Drept hidrocarbură care detonează ușor, adică are rezistență la autoaprindere mică, se folosește normal heptanul (C7H16 ), căruia i se atribuie, în mod convențional cifra octanică CO = 0. Drept hidrocarbură care detonează greu, adică are rezistență la autoaprindere mare, se folosește  izooctanul (2,2,4-trimetilpentanul) (C8H18 ), căruia i se atribuie, în mod convențional cifra octanică CO = 100. Cifra octanică este definită de procentul de izooctan în volumul amestecului etalon.
Definirea cifrei octanice a fost făcută în jurul anului 1926 de chimistul Russell Marker de la Ethyl Corporation. Alegerea n-heptanului s-a datorat posibilității de a se obține substanța foarte pură, fără urme de alți izomeri ai heptanului sau octanului, prin distilarea rășinii de pin Jeffrey. Obținerea heptanului din alte surse, de exemplu din țiței nu se poate face la puritatea necesară unei substanțe etalon.

## Metode de încercare
Comparația dintre comportarea benzinei a cărei cifră octanică se determină și a amestecului etalon se face pe un motor special, CFR, al Comitetului Cooperativ pentru Cercetarea Combustibililor (engleză Cooperative Fuel Research Committee), care permite realizarea unui raport de comprimare variabil, în condiții sandard, stabilite de Asociația Americană de Încercări și Materiale (engleză American Society for Testing and Materials) (ASTM), respectiv permite realizarea unui nivel de detonație determinat. Cifrele octanice a benzinei, respectiv a amestecului etalon se consideră egale dacă în condițiile de încercare standard produc aceeași intensitate a detonației.
Se folosesc două metode pentru determinarea cifrei octanice:
- Metoda Research (CO/R sau CO/Ce). Determinarea cifrei octanice se face la turația de 600 rpm.
- Metoda Motor (CO/M). Determinarea cifrei octanice se face la turația de 900 rpm.

Metoda CO/R dă valori ceva mai mari decât metoda CO/M, însă pericolul de detonație este mai mare la turația de cuplu maxim (mai mică), așa că metoda CO/R este preferată pentru caracterizarea benzinelor pentru automobile. În aviație, datorită faptului că acolo motoarele lucrează turate, se preferă caracterizarea benzinelor (de exemplu AvGas) prin metoda CO/M.

## Recomandări privind cifra octanică
O benzină cu CO mai mare permite realizarea unor raporturi de comprimare mai mari, deci  motoare cu randament indicat mai mare și, la aceeași cilindree, cu  puteri mai mari.
La un motor cu raport de comprimare dat, folosirea unei benzine cu CO mai mică decât cea prevăzută prin proiect deformează diagrama indicată, micșorând randamentul indicat, și determină apariția detonației, distrugând motorul. Folosirea unei benzine cu CO mai mare decât cea prevăzută prin proiect deformează și ea diagrama indicată, micșorând de asemenea randamentul indicat, ducând la o risipă inutilă.
Cifra octanică nu este legată de cantitatea de căldură degajată prin ardere, adică de  puterea calorifică a combustibilului, deci o benzină cu o CO mai mare nu e „mai bună” în acest sens.
În Europa și Australia cifra octanică afișată la  pompele de benzină este CO/R. În SUA și Canada cifra octanică afișată este media CO/R și CO/M, așa-numita „cifră octanică la pompă” (engleză Pump Octane Number) (PON), cea ce face ca valorile afișate să fie cu 4 – 5 unități mai mici. Benzina CO95 din Europa este echivalentă cu CO90 din SUA.

## Exemple de cifre octanice
Cifrele octanice ale n-heptanului și izooctanului sunt exact 0, respectiv 100, prin definiție.
| Substanță        | CO/R | CO/M | Observații     |
| ---------------- | ---- | ---- | -------------- |
| n-heptan         | 0    | 0    | prin definiție |
| i-octan          | 100  | 100  | prin definiție |
| n-butan          | 94   | 94   |                |
| i-butan          | 102  | 98   |                |
| n-pentan         | 58   | 58   |                |
| i-pentan         | 94   | 93   |                |
| ciclopentan      | 103  | 86   |                |
| n-hexan          | 25   | 26   |                |
| 2,3-dimetilbutan | 104  | 95   |                |
| ciclohexan       | 83   | 77   |                |
| benzen           | 99   | 91   |                |
| toluen           | 110  | 103  |                |
| o-xilen          | 120  | 102  |                |
| m-xilen          | 118  | 115  |                |
| p-xilen          | 117  | 111  |                |
| etilbenzen       | 107  | 98   |                |

## Creșterea cifrei octanice
Din definiția cifrei octanice nu trebuie înțeles că o benzină este formată dintr-un amestec de n-heptan și izooctan în proporția respectivă. De asemenea, valoarea CO = 100 nu este limitativă, există combustibili cu rezistență la detonație mai mare decât izooctanul, adică cu CO mai mare ca 100. Exemple de astfel de combustibili sunt benzina de curse,, benzina de aviație (de exemplu AvGas),  gazul petrolier lichefiat (GPL) sau alcoolul (de exemplu etanolul are CO/R = 129).
Ridicarea cifrei octanice se poate face și prin aditivare cu diferite substanțe, dintre care cele mai cunoscute sunt  tetraetilul de plumb (TEP), Metil-terț-butil-eterul (MTBE) și toluenul. TEP, folosit în „benzina cu plumb” se descompune ușor în radicali care reacționează cu combustibilul și oxigenul în primele faze ale aprinderii, încetinind aprinderea, cu un efect de ridicare a cifrei octanice. Din păcate, TEP este toxic, iar utilizarea sa a fost limitată după 1970. Mai este folosit la benzinele de aviație.